# Lindholmiola pirinensis
Lindholmiola pirinensis is een slakkensoort uit de familie van de Helicodontidae. De wetenschappelijke naam van de soort is voor het eerst geldig gepubliceerd in 1954 door S.H.F. Jaeckel.